# Izalco (vulkaan)
De Izalco is een vulkaan in de departementen Sonsonate en Santa Ana in El Salvador. De 1950 meter hoge stratovulkaan barstte sinds 1770 ten minste 51 keer uit. De laatste activiteit was in 1966. De vulkaan is basaltisch van samenstelling en werd voorheen "De vuurtoren van de Stille Oceaan" genoemd, vanwege de activiteit en het feit dat hij aan de rand van de Stille Oceaan gelegen is. De gloeiende top kon zo dienen als oriëntatiepunt voor schepen. Onder de vulkaan ligt een vruchtbare vlakte met koffieplantages.
De vulkaan maakt deel uit van de bergketen Cordillera de Apaneca. Een kilometer noordelijker ligt de vulkaan Cerro Verde, vier kilometer noordelijker de Santa Ana-vulkaan en op ongeveer vier kilometer naar het oosten ligt de vulkaan San Marcelino.

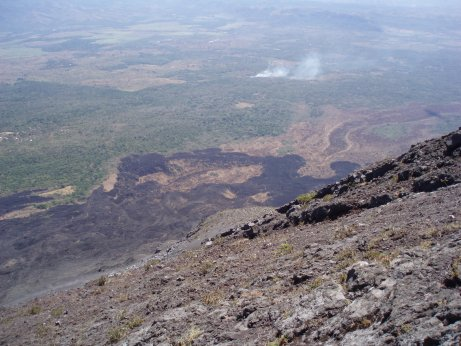
Lavastroom
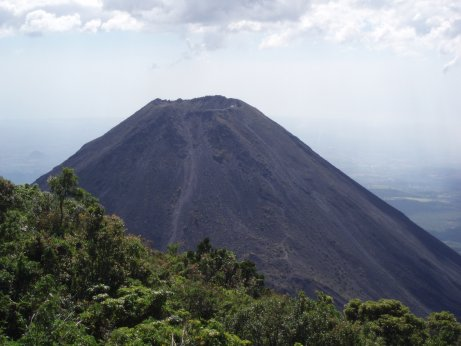
2007